# Enrico Fazio
(The Penguin Guide to Jazz, U.K.)
Enrico Fazio (Torino, 1956) è un contrabbassista e compositore italiano.

## Biografia
Diplomato in contrabbasso e laureato con lode in discipline musicali.
Nel 1989 ha vinto il primo premio al Concorso Nazionale di composizione ed arrangiamento jazz del festival di Sant'Anna Arresi, dedicato a Charles Mingus.
Presente anche in campo didattico dal 1987, insegna musica jazz attualmente presso il Conservatorio di Alessandria.
Unitamente ad altri musicisti fonda nel 1977 il Centro Musica Creativa, (tra le prime cooperative autogestite di jazz contemporaneo e musiche di ricerca italiane). 
È il contrabbassista del gruppo Art Studio (formazione attuale Claudio Lodati, Irene Robbins, Francesco Aroni Vigone, Fiorenzo Sordini) dal 1974 e dal 1983 al 2006 suona col quartetto di Carlo Actis Dato, segnalato varie volte tra i migliori gruppi italiani, con all'attivo una decina di cd ed innumerevoli festival in tutto il mondo.
Guida dal 1987 un proprio organico (attuale formazione:  Alberto Mandarini, Fiorenzo Sordini, Adalberto Ferrari, Francesco Aroni Vigone, Gianpiero Malfatto, Luca Campioni e Gianni Virone) ed un ensemble a formazione variabile.
Insieme alle citate formazioni ha tenuto innumerevoli concerti e partecipato ai più prestigiosi festival in tutta Europa, in Canada, U. S.A., Argentina, Martinica, Senegal, Marocco, Tunisia, Etiopia, Giappone.
Ha partecipato a trasmissioni radio/televisive per le reti nazionali in Italia, Svizzera, Francia, Germania, Grecia, Argentina, U. S.A., Senegal.
Ha inciso circa 50 dischi (di cui 15 come leader o co-leader) collaborando con innumerevoli musicisti, tra i quali: Steve Lacy, H. Bourde, Tristan Honsinger, Keith Tippett, Gianluigi Trovesi, Franz Koglmann, Massimo Urbani, Claudio Fasoli, F. D'Andrea, E. Colombo, Luca Bonvini, M. Joseph, J. Dvorak, M. Nicols, J. Tippetts, R. Ottaviano, T. Ghiglioni, P. Moschner, R. Geremia, A. Tomlinson, M. Nagl, G. Laurinavichius, R. Campbell, J. Mooldoc, D. Cavallanti, T. Tononi, B. Konaté, L. Kondé. S. S. Faye, W. Fuchs, A. Vapirov, P. Ledesma, S. Maltese, ecc.

## Discografia
Tra le incisioni principali si menzionano:
- Enrico Fazio Critical Mass - Wabi Sabi, 2019, LeoRec
- Enrico Fazio Critical Mass - Shibui, 2013, LeoRec
- Enrico Fazio 7tet - Nuovi Territori LIVE, 2009, CMC
- Enrico Fazio 7tet - Oloron - Des Rives et des Notes, 2009, CMC
- Enrico Fazio 7tet - Live in Milano - Villa Litta, 2005, LeoRec
- Enrico Fazio 7tet - Zapping! 2003, LeoRec
- Enrico Fazio & Serguej Letov - Compagni di strada, 2002, CMC
- Enrico Fazio 6tet-10tet  - Gracias!, 1995, CMC
- Enrico Fazio 5tet - Euphoria, 1991, Splasc(h)
- Enrico Fazio Ensemble - Lieto fine' 1989 CMC
- Enrico Fazio 5tet - Mirabilia, 1988, CMC